# Zdzisław Kasprzak
Zdzisław Kasprzak (ur. 16 grudnia 1910 w Poznaniu, zm. 5 sierpnia 1971 tamże) – wszechstronny sportowiec poznański, reprezentant Polski w koszykówce, wioślarstwie i piłce ręcznej.

## Życiorys
W koszykówce rozpoczął karierę w drużynie Harcerskiego Klubu Sportowego "Czarna Trzynastka" z Poznania, w której grali uczniowie Gimnazjum im. Bergera. W barwach tej drużyny zdobył mistrzostwo Polski w pierwszym turnieju w historii w 1928 r. oraz zajął trzecie miejsce w 1929 r. Od 1930 r. grał w drużynie AZS Poznań, z którą zdobył mistrzostwo Polski w 1930 i 1931 r. Następnie od 1933 r. reprezentował drużynę Kolejowego Przysposobienia Wojskowego (KPW) Poznań z którą wywalczył kolejno czwarte miejsce w 1934 r., mistrzostwo Polski w 1935 r., wicemistrzostwo w 1937 r., czwarte miejsce w 1938 r. oraz ponownie mistrzostwo Polski w 1939 r. Po wojnie kontynuował karierę w Kolejowym Klubie Sportowym (KKS) Poznań, reaktywowanym na bazie KPW i zdobył kolejne mistrzostwo Polski w 1946 r. oraz brązowy medal w 1947 r. Po inauguracji ligi koszykarskiej w sezonie 1947/1948 w dalszym ciągu grał w KKS, przemianowanym w trakcie rozgrywek na Klub Sportowy Związku Zawodowego Kolejarzy. W pierwszym sezonie zdobył srebrny medal, w sezonie 1948/1949 złoty, a w sezonie 1949/1950 srebrny medal. Jego klub posługiwał się wówczas nazwą Kolejarz Poznań. Dla samego zawodnika był to koniec kariery, która trwała 22 lata.
W reprezentacji Polski w koszykówce zadebiutował w 1935 r. Wystąpił podczas olimpiady w Berlinie 1936, zajmując z drużyną czwarte miejsce. Wystąpił wówczas według różnych źródeł albo we wszystkich spotkaniach, albo w czterech z siedmiu. Następnie trzykrotnie grał w ME. W 1937 r. jego drużyna zajęła czwarte miejsce, a w 1939 r. zdobyła brązowy medal. W obu turniejach grał prawdopodobnie we wszystkich meczach. w 1937 r. zdobył 4 punkty, w 1939 – 17. Po wojnie zagrał jeszcze w turnieju w 1946 r., kiedy to reprezentacja Polski zajęła 9. miejsce. Zagrał wówczas prawdopodobnie we wszystkich meczach, zdobywając 12 punktów. Tym turniejem zakończył reprezentacyjną karierę, w czasie której łącznie zagrał w 33 meczach.
Sukcesy odnosił również w wioślarstwie w barwach Klubu Wioślarskiego 04 Poznań. Zdobył m.in. brązowy medal w ósemce na mistrzostwach Europy rozgrywanych w Bydgoszczy w 1929. Ponadto niektóre źródła przypisują mu srebrny medal w czwórce bez sternika na mistrzostwach Europy w 1931 (medal ten przypisuje się również bratu Z. Kasprzaka - Zbigniewowi)
Był cztery razy mistrzem Polski w ósemce (w latach 1929, 1930, 1931 i 1932) oraz dwa razy w czwórce bez sternika (w latach 1930 i 1931)
W piłce ręcznej 11-osobowej zagrał w reprezentacji Polski w I Mistrzostwach Świata w 1938 r., w których jego drużyna zajęła 7. miejsce. Z. Kasprzak zagrał we wszystkich trzech meczach. Ponadto razem z drużyną KPW Poznań sięgnął po mistrzostwo Polski w 1937 i 1938, srebro w 1935 i brąz w 1936 r., a po wojnie jako zawodnik KKS dołożył do swojego dorobku złoto w 1946 i srebro w 1947 r.
W siatkówce w 1935 r. w turnieju o mistrzostwo Polski na otwartym powietrzu zajął z kolegami z KPW czwarte miejsce.
Został pochowany na Cmentarzu Junikowo w Poznaniu (pole 15B).

## Osiągnięcia

### Wioślarstwo
- Mistrz Polski w:
  - ósemce (1929–1932)
  - czwórce bez sternika (1930, 1931)

Reprezentacja
- Wicemistrz Europy w czwórce bez sternika (1931)
- Brązowy medalista mistrzostw Europy w ósemce (1929)

### Siatkówka
- Mistrz Polski (1935)

### Piłka ręczna
Drużynowe
- Mistrz Polski (1937, 1938, 1946)
- Wicemistrz Polski (1935, 1947)

Reprezentacja
- Uczestnik mistrzostw świata (1938 – 5. miejsce)

### Koszykówka
Na podstawie, o ile nie zaznaczono inaczej.
Drużynowe
- Mistrz Polski (1928, 1931, 1932, 1935, 1939, 1946, 1949)
- Wicemistrz Polski (1937, 1948, 1950)
- Brązowy medalista mistrzostw Polski (1929, 1934, 1938, 1947)
- Zdobywca Pucharu Polski (1936)

Reprezentacja
- Brązowy medalista mistrzostw Europy (1939)
- Uczestnik:
  - igrzysk olimpijskich (1936 – 4. miejsce)
  - mistrzostw Europy (1937 – 4. miejsce, 1939, 1946 – 9. miejsce, 1947 – 7. miejsce)